# ガイウス・ホラティウス・プルウィッルス
ガイウス・ホラティウス・プルウィッルス（ラテン語: Gaius Horatius Pulvillus、- 紀元前453年）は共和政ローマ初期の政治家・軍人。紀元前477年と紀元前457年に執政官（コンスル）を務めた。

## 出自
プルウィッルスのプラエノーメン（第一名、個人名）に関しては、古代の資料に不一致が認められる。ティトゥス・リウィウスとシケリアのディオドロスは紀元前477年の執政官をガイウス、紀元前457年の執政官をマルクスとしている。しかしながらカピトリヌスのファスティとハリカルナッソスのディオニュシオスは両者共にガイウスとしている。プルウィッルスの父は紀元前509年と紀元前507年に執政官を務めたマルクス・ホラティウス・プルウィルスであり、祖父の名前もやはりマルクスである。

## 経歴

### 第一回目の執政官
紀元前477年、プルウィッルスは最初の執政官に就任した。同僚執政官はティトゥス・メネニウス・ラナトゥスであった。元老院はプルウィッルスにウォルスキとの戦争の指揮を執らせ、他方ラナトゥスにはウェイイとの戦いに備えさせた（ウェイイとの戦いはファビウス氏族が単独で行っていた）。しかしながら、ウェイイはクレメラ川の戦いでファビウス軍を殲滅し、救援に向かったラナトゥスにも勝利した。このため、プルウィッルスはローマに呼び戻された。ウェイイ軍はローマ近郊のヤニクルムの丘を占領していた。プルウィッルスはウェイイ軍を撃破してこれを撤退させたものの、決定的な勝利は収めることはできなかった。このためウェイイとの戦いは翌年の執政官が継続することになる。

### 第二回目の執政官
紀元前457年、二度目の執政官に就任。同僚執政官はクィントゥス・ミヌキウス・エスクィリヌス・アウグリヌスであった。この年の護民官は、対アエクイ戦の軍を編成することに反対したが、サビニがローマ領を略奪したころが分かると、軍の編成が開始された。プルウィッルスはアエクイとの戦いの指揮を執り、アウグリヌスはサビニと戦った。この年に護民官の定員が10人に増員されたが、プルウィッルスはこの実現に指導的役割を果たしている。

### 晩年
その後、プルウィッルスはアウグル（鳥占官。終身職）を務めていたが、紀元前453年に疫病またはチフスで死亡した。後任のアウグルにはガイウス・ウェトゥリウス・キクリヌスが就任した。執政官セクストゥス・クィンクティリウスも死亡し、スプリウス・フリウス・メドゥッリヌス・フススが補充執政官に就任した。

### 研究書
1. ↑  Broughton 1951, p. 27 · Broughton 1951, p. 41
2. 1 2  Broughton 1951, p. 26
3. 1 2 3  Broughton 1951, p. 41
4. ↑  Flobert 1995
5. 1 2  Broughton 1951, p. 44

### 古代の資料
1. ↑  シケリアのディオドロス『歴史叢書』、XI. 17
2. ↑  リウィウス『ローマ建国史』、II.51
3. ↑  ディオニュシオス『ローマ古代誌』、IX. 18-23, IX. 24
4. ↑  リウィウス『ローマ建国史』、III.30
5. ↑  リウィウス『ローマ建国史』、III.32
6. ↑  リウィウス『ローマ建国史』、III.32.3
7. ↑  ディオニュシオス『歴史叢書』、X.53

### ノート
1. ↑  この年の執政官に関して、ディオドロスはマルクス・ファビウス・ウィブラヌスとルキウス・クィンクティウス・キンキナトゥスとしている（『歴史叢書』、 XII.2)

## 参考資料

### 古代の資料
- ハリカルナッソスのディオニュシオス『ローマ古代誌』
- ティトゥス・リウィウス『ローマ建国史』
- シケリアのディオドロス『歴史叢書』

### 研究書
- Broughton, Thomas Robert Shannon (1951), The Magistrates of the Roman Republic, Philological Monograph No. 15, New York: American Philological Association, ISBN 0-89130-811-3
- Flobert, Annette (1995) (French), Tite-Live, Histoire Romaine, livres I à V : traduction nouvelle, Paris: Garnier-Flammarion